# Kinh diên giảng quan
Kinh diên giảng quan (tiếng Trung phồn thể: 經筳講官, tiếng Anh: Classics Mat Lecturer) là chức quan văn thuộc viện Kinh diên chuyên giảng dạy kinh truyện, sử như Tứ Thư qua các khóa giảng tại triều đình cho nhà vua, các Hoàng tử, Hoàng thân và quần thần cấp cao.
Các triều đại Trung Quốc đều có những chức tương tự Kinh diên giảng quan như Thị đọc học sĩ, Thị giảng học sĩ, v.v. Kinh diên là tên được đặt vào thời Nguyên Trung Quốc.
Tại Việt Nam, chức Kinh diên sự đã có từ thời Hồng Đức. Thời Nguyễn, triều đình lập Kinh diên viện, chọn các Kinh diên giảng quan, hàm Chánh nhị phẩm trở lên, có danh tiếng về học vấn để giảng dạy.
Kinh diên giảng quan được chia làm 2 cấp khác nhau: 
- Kinh diên nhật giảng (經筳日講, Classics Mat Daily Lectures) là các học quan kèm kẹp, giảng dạy riêng cho vua. Thời Minh Trung Quốc, triều đình đặt bổ 6 vị quan Kinh diên nhật giảng chuyên trách việc giảng dạy, bàn luận kinh điển hàng ngày cùng vua và 2 vị quan Kinh diên nhật giảng chuyên trách việc giáo huấn vua về thư pháp.[2][3]
- Kinh diên (經筳, Classics Mat Lectures) là các học quan giảng dạy trong các khóa giảng tại triều đình cho vua, các hoàng tử và quần thần cấp cao

Các khóa giảng ở viện Kinh diên thường dài 9 tháng, mỗi tháng 6 ngày. Khóa giảng dành cho vua cùng các đại thần từ chức Tham tri trở lên, các tước Công và hoàng tử tham dự. Nghi lễ trong các khóa giảng được áp dụng trịnh trọng như các buổi lễ thiết triều.